# Peltuinum

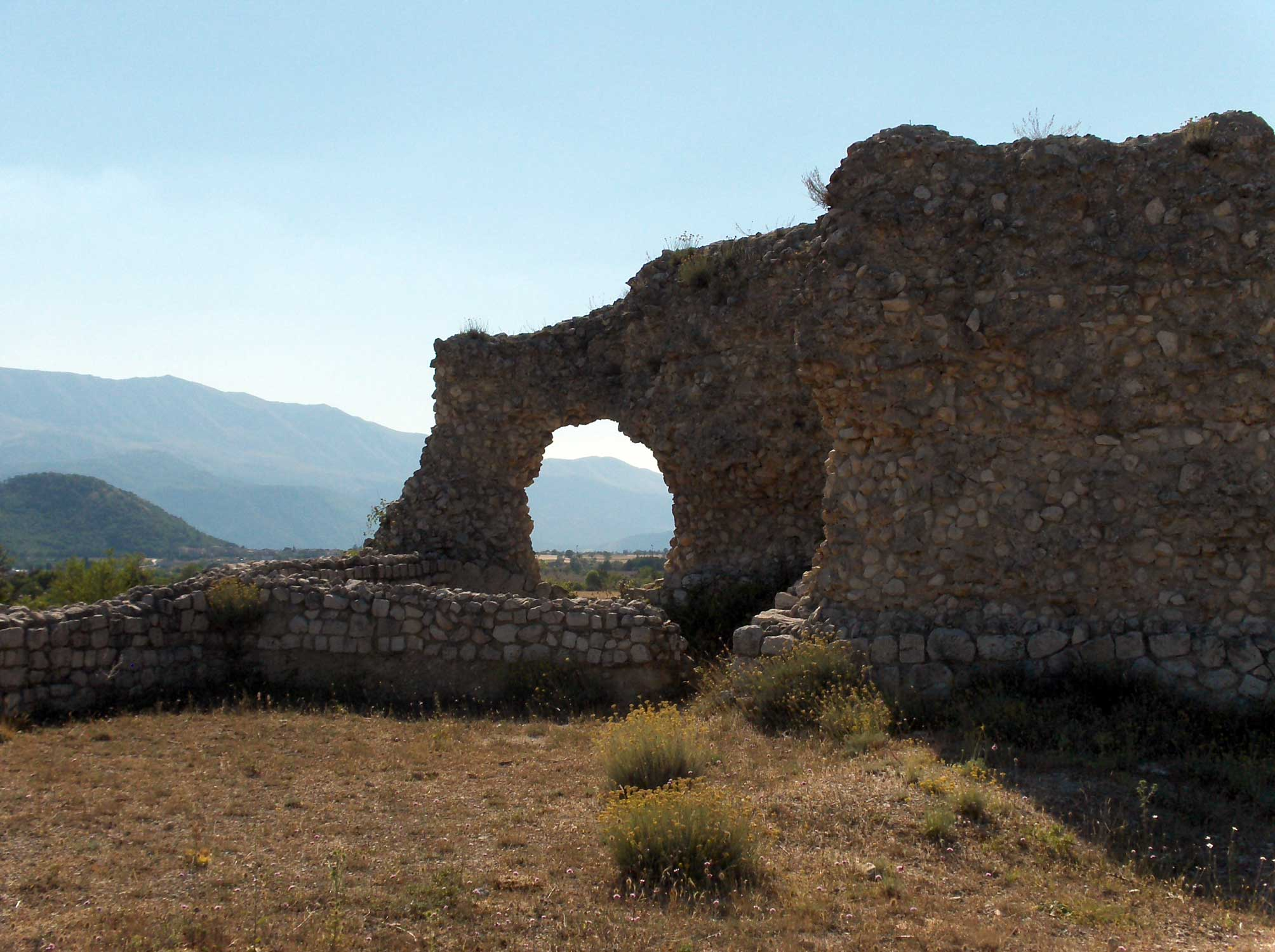
Del av Peltuinums stadsmur.

Peltuinum var en av vestinernas städer. Staden låg på Via Claudia Nova, 20 kilometer öster om L'Aquila (Abruzzo, Italien), mellan de moderna städerna Prata d'Ansidonia och Castelnuovo. Det var huvudstad för de vestiner som var väster om apenninerna. Den romerske generalen Gnaeus Domitius Corbulo föddes i Peltuinum. Vissa lämningar av staden finns bevarade, såsom delar av stadsmuren, en amfiteater och andra byggnader. 